# Ejector

Schema unui ejector

În dinamica fluidelor și termodinamică un ejector este un dispozitiv fără piese în mișcare, în care un fluid este comprimat și antrenat prin acțiunea unui jet de fluid activ (fluid motor). Dacă atât fluidul motor, cât și cel antrenat sunt în stare gazoasă, se mai folosește termenul de compresor cu jet.

## Descriere
Fluidul motor formează un jet prin destinderea sa într-un ajutaj. Dacă fluidul motor este un lichid, atunci ajutajul este întotdeauna unul convergent. Dacă fluidul motor este gazos, atunci în funcție de raportul de presiuni dintre presiunea din camera de amestec și cea a fluidului motor la intrare se alege tipul ajutajului, convergent sau convergent-divergent. În camera de amestec, situată imediat după ajutajul fluidului motor, fluidul antrenat se amestecă cu cel motor, fiind împins prin ajutajul convergent de intrare spre gâtul ejectorului. După ce amestecul trece prin gât, viteza sa este redusă în difuzorul divergent de ieșire, unde, odată cu scăderea vitezei, presiunea crește. Astfel, cu ajutorul unui fluid motor, este antrenat un alt fluid, spre o zonă cu presiune mai mare ca aceea a fluidului antrenat la intrarea sa.

## Clasificare
Dispozitivele cu jet se clasifică după starea de agregare a fluidelor:
| Fluid motor   | Fluid antrenat | Exemple de dispozitive |
| ------------- | -------------- | --- |
| compresibil   | compresibil    | Compresor cu jet Ejector cu abur Injector de gaz                                                                                            |
| compresibil   | incompresibil  | Injector abur-apă Sistem de transport pneumatic                                                                                             |
| incompresibil | compresibil    | Ejector cu apă (trompă de apă) Schimbător de căldură prin amestec (cele două fluide sunt în stări de agregare diferite ale aceluiași fluid) |
| incompresibil | incompresibil  | Pompă cu jet Sistem de transport hidraulic                                                                                                  |

## Funcționare
Funcționarea unui ejector se bazează pe trei legi de conservare:
- conservarea energiei:

{\displaystyle h_{p}+uh_{s}=(1+u)h_{c}}
- conservarea masei (în relație a debitelor):

{\displaystyle {\dot {m}}_{c}={\dot {m}}_{p}+{\dot {m}}_{s}}
- conservarea impulsului în camera de amestec:

{\displaystyle {\dot {m}}_{p}w_{p1}+{\dot {m}}_{s}w_{s1}-({\dot {m}}_{p}+{\dot {m}}_{s})w_{s}=p_{3}f_{3}-(p_{p1}f_{p1}+p_{s1}f_{s1})-\int _{f1}^{f3}p\,df}
În relațiile de mai sus,
{\displaystyle u={\dot {m}}_{s}/{\dot {m}}_{p}} este coeficientul de ejecție (antrenare),
h sunt entalpii masice,
{\displaystyle {\dot {m}}} sunt debite masice,
w sunt viteze,
f sunt secțiuni,
indicii p, s și c se referă la fluidul primar (motor), fluidul secundar (antrenat), respectiv amestecul comprimat,
indicii 1 și 3 se referă la intrarea, respectiv ieșirea din camera de amestec.

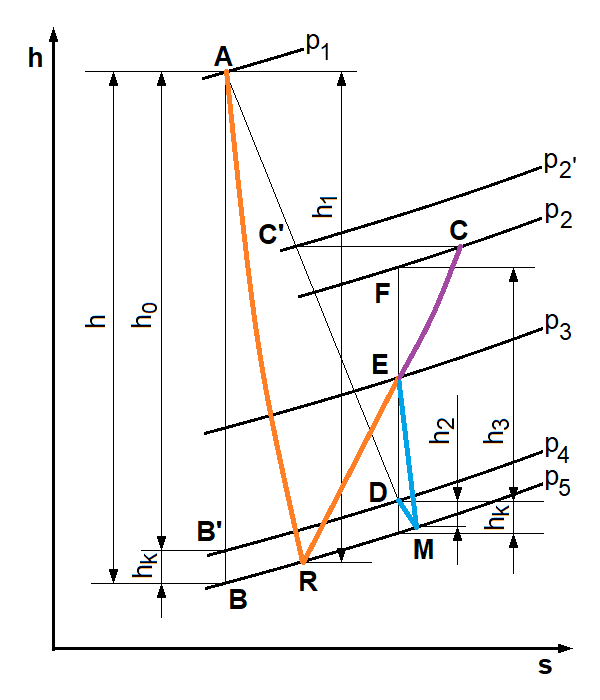
Diagrama h-s a unui compresor cu jet.
Culorile transformărilor:
roșu - fluidul motor,
albastru - fluidul antrenat,
violet - amestecul, după ieșirea din camera de amestec.
Presiuni:
p_{1} a fluidului motor la intrare,
p_{2'} a amestecului la funcționarea ideală,
p_{2} a amestecului la funcționarea reală,
p_{3} la ieșirea din camera de amestec,
p_{4} a fluidului antrenat la intrare,
p_{5} la intrarea în camera de amestec.
Stări:
A - fluidul motor la intrare,
B - fluidul motor destins ideal la presiunea din camera de amestec,
B' - fluidul motor destins ideal la presiunea fluidului antrenat,
C - la ieșirea din ejector (comprimarea reală),
C' - la ieșirea din ejector (comprimarea ideală),
D - fluidul antrenat la intrare,
E - la ieșirea din camera de amestec,
F - la comprimarea ideală din difuzor,
R - fluidul motor destins real la presiunea din camera de amestec,
M - fluidul antrenat destins real la presiunea din camera de amestec.

Fluidul motor intră în ajutajul său în starea A și se destinde neizentropic până în starea R, obținându-se viteza:
{\displaystyle w_{1}=\varphi _{1}{\sqrt {2h}}}
unde {\displaystyle \varphi _{1}} ≈ 0,95 este coeficientul de viteză al ajutajului, iar h este căderea de entalpie disponibilă.
Fluidul antrenat intră în ejector în starea D și se destinde și el neizentropic până în starea M. Deoarece căderea de entalpie disponibilă, hk este mică, viteza fluidului antrenat este mult mai mică decât cea a fluidului motor. Ea poate fi calculată folosind un coeficient de viteză ≈ 0,925.
În camera de amestec, în formă de ajutaj convergent, fluidul motor se amestecă cu cel antrenat, starea amestecului fiind cea din punctul E. Coeficientul de viteză al camerei de amestec este ≈ 0,88. În porțiunea divergentă a ejectorului viteza amestecului scade, iar presiunea crește până în starea C. Coeficientul de viteză al porțiunii divergente este ≈ 0,925.
Din schema prezentată se pot calcula exact diferitele căderi de entalpie h1, h2, h3 astfel că se pot cunoaște parametrii exacți în toate punctele ejectorului, ceea ce permite calculele de dimensionare.
De remarcat că nicăieri pe traseul fluidului antrenat nu se pot atinge viteze supersonice, ceea ce obligă la verificarea vitezelor în toate punctele din camera de amestec. Actual asta se face prin simulări numerice.
Randamentul termic al compresorului cu jet se poate calcula în modul următor:

Cu notațiile din figura alăturată, în cazul că fluidele motor și antrenat sunt de aceeași natură, coeficientul de ejecție este:
{\displaystyle u={\sqrt {k{\frac {h_{0}+h_{k}}{h_{3}+h_{k}}}}}-1}
unde k = 0,35...0,6 este factorul de pierderi al ejectorului, care depinde de construcția sa și de regimul de funcționare.

Randamentul este:
{\displaystyle \eta =u{\frac {h_{3}+h_{k}}{h_{0}+h_{k}}}}
și are valori mici, de 15–25 %.
Dacă ambele fluide sunt compresibile, iar la intrarea în camera de amestec fluidul motor are viteză supersonică, se pot realiza rapoarte de comprimare ale fluidului antrenat p2/p4 = 3...5. Dacă unul sau ambele fluide sunt incompresibile, destinderile respective nu se mai produc, iar diagrama se simplifică, vitezele sunt subsonice, iar rapoartele de comprimare realizabile sunt mici.

## Utilizări
Ejectoarele pot fi folosite de exemplu la aspirarea aerului și a altor gaze din condensatoarele turbinelor cu abur, pompe de vid cu jet de apă sau ulei, în instalații frigorifice, ca injectoare cu aer sau abur a combustibililor în arzătoarele cazanelor, iar în trecut s-au folosit ca injectoare cu abur a apei în cazanele locomotivelor cu abur.
Avantajele ejectoarelor sunt uzura redusă ca urmare a lipsei pieselor în mișcare și fiabilitatea lor. Dezavantajul principal este consumul mare de fluid motor datorită randamentului mic.